# Alexej Ivanovič Musin-Puškin
Alexej Ivanovič Musin-Puškin (rusky Алексей Иванович Мусин-Пушкин; 16. březnajul./ 27. března 1744greg. Moskva – 1. únorajul./ 13. února 1817greg. Petrohrad) byl ruský šlechtic, vládní činitel, historik a sběratel umění, člen Ruské akademie věd (1789), předseda Akademie umění (1794—99).

## Život
Absolvoval vojenské učiliště a několik let sloužil v armádě. Věnoval především historii a umění. Sbíral, editoval a vydával především staroruskou literaturu; měl k dispozici nejstarší rukopisy Pověsti dávných let (tzv. Lavrenťjevský rukopis) či Zádonštiny pojednávající o bitvě na Kulikově poli. Získal si přízeň carevny Kateřiny Veliké a stal se známou a váženou osobou. Roku 1800 vydal slavné Slovo o pluku Igorově, staroruský hrdinský epos.
Roku 1797 se Musin-Puškin natrvalo usadil v Moskvě, kam také převezl svoji rozsáhlou knihovnu. Kromě ní shromáždil také sbírku ruských i evropských mincí a západoevropského výtvarného umění. Téměř veškeré jeho sbírky však lehly popelem při požáru Moskvy během napoleonského tažení (1812); zachovalo se jen nemnoho rukopisů, například ty, které měl zrovna zapůjčeny Musinův-Puškinův přítel Nikolaj Michajlovič Karamzin. Proto je pravost Slova o pluku Igorově dodnes nejasná, neboť badatelům zůstal k dispozici pouze novodobý opis.
Alexej Ivanovič ztrátu nesl velmi těžce; kromě sbírky rukopisů shořely také jeho denní záznamy vedené od roku 1772. Po zbývajících pět let života ještě stačil shromáždit 16 staroruských rukopisů.